# Слобожанское (Сумская область)
Слобожанское (укр. Слобожанське; до 2025 года — Тимирязевка) — посёлок,
Николаевский поселковый совет,
Сумский район,
Сумская область,
Украина.
Код КОАТУУ — 5920655313. Население по переписи 2001 года составляло 256 человек.

## Географическое положение
Посёлок Тимирязевка находится на левом берегу реки Вир,
выше по течению примыкает пгт Ульяновка,
ниже по течению примыкает пгт Николаевка,
на противоположном берегу — село Павленково.
На реке большая запруда.

## Экономика
- Свинотоварная ферма.